# As If We Never Said Goodbye
«As If We Never Said Goodbye» (с англ. — «Так, словно мы никогда не прощались») — песня из мюзикла «Бульвар Сансет». Она была написана Доном Блэком, Кристофером Хэмптоном и Эндрю Ллойдом Уэббером. 
По сюжету главная героиня, Норма Десмонд, раскрывает через песню своё стремление вернуться к былой славе.
Бен Раймалоуер, составляя рейтинг лучших песен Уэббера для Playbill, поставил её на первое место.

## Кавер-версии
- Свою версию песни записала Барбра Стрейзанд для альбома Back to Broadway в 1993 году.
- Элейн Пейдж записала песню для своего альбома Encore в 1995 году.
- Крис Колфер (в роли Курта Хаммела) исполняет эту песню в эпизоде «Born This Way» (2011) сериала «Хор».
- Джейсон Манфорд записал песню для своего альбома A Different Stage 2017 года.